# CFG Bank
 (février 2012).
Si vous disposez d'ouvrages ou d'articles de référence ou si vous connaissez des sites web de qualité traitant du thème abordé ici, merci de compléter l'article en donnant les références utiles à sa vérifiabilité et en les liant à la section « Notes et références ».
Pour les articles homonymes, voir CFG.
CFG Bank est une banque marocaine fondée en 1992. Première banque d'affaires du Maroc, elle devient en 2015 une banque universelle qui offre des services au grand public.

## Histoire
En 1992, après leur retour au Maroc, Adil Douiri et Amyn Alami cofondent la première banque d'affaires du Maroc, sous la dénomination Casablanca Finance Group.
Ils bénéficient du soutien de Abdelaziz El Alami (président de BCM) et de Othman Benjelloun (président de BMCE Bank).
En 1998, elle acquiert un agrément en qualité de banque spécialisée dans les activités de marché.
En 2001, sous la marque Dar Tawfir, CFG Group initie la distribution de produits d’épargne aux particuliers puis lance en 2005 le premier site de bourse en ligne au Maroc, en Afrique et au Moyen-Orient
En novembre 2015, CFG Group devient CFG Bank.
En octobre 2023, CFG Bank ambitionne d'être introduite à la bourse de Casablanca, ce qui occasionnera une augmentation de capital dont le montant espéré est de 600 millions de dirhams, soit 55 millions d'euros.